# یه چیزی می‌خواهم بگویم
یه چیزی می‌خواهم بگویم (به هندی: Mujhe Kucch Kehna Hai) فیلمی محصول سال ۲۰۰۱ و به کارگردانی ساتیش کایشیک است. در این فیلم بازیگرانی همچون کارینا کاپور، توشار کاپور، رینکی خانا، دالیپ تاهیل، آمریش پوری، وراجش هیجری، آلوک نات، هیمانی شیوپوری، یاشپال شارما ایفای نقش کرده‌اند.
این فیلم دومین پروژه کاری کارینا کاپور در کارنامه بازیگری اش می‌باشد. کارینا که در سال ۲۰۰۰ با فیلم Refugee بازیگری رو شروع کرده بود، در سال ۲۰۰۱ بجز فیلم موجه کوچ کهنا هی، ۴ فیلم شاهکار دیگر بازی کرده که عبارتند از : Yaadein در مقابل ریتیک روشن – Ajnabee در مقابل اکشی کومار – Asoka در مقابل شاهرخ خان و Kabhi Khushi Kabhie Gham در مقابل ریتیک روشن. همان‌طور که مشاهده می‌کنید فیلم‌هایی که کارینا کاپور در سال ۲۰۰۱ بازی کرده از پروژه‌های بسیار موفق بالیوود هستند که باعث معروفیت و محبوبیت بسیار زیاد او بین مردم شد.
از طرفی توشار کاپور با همین فیلم وارد دنیای بازیگری شد که جایزه بهترین بازیگر تازه‌وارد سال از طرف جشنواره‌های فیلم فیر و زی سینه آورداز را دریافت کرد.